# گروه راسل

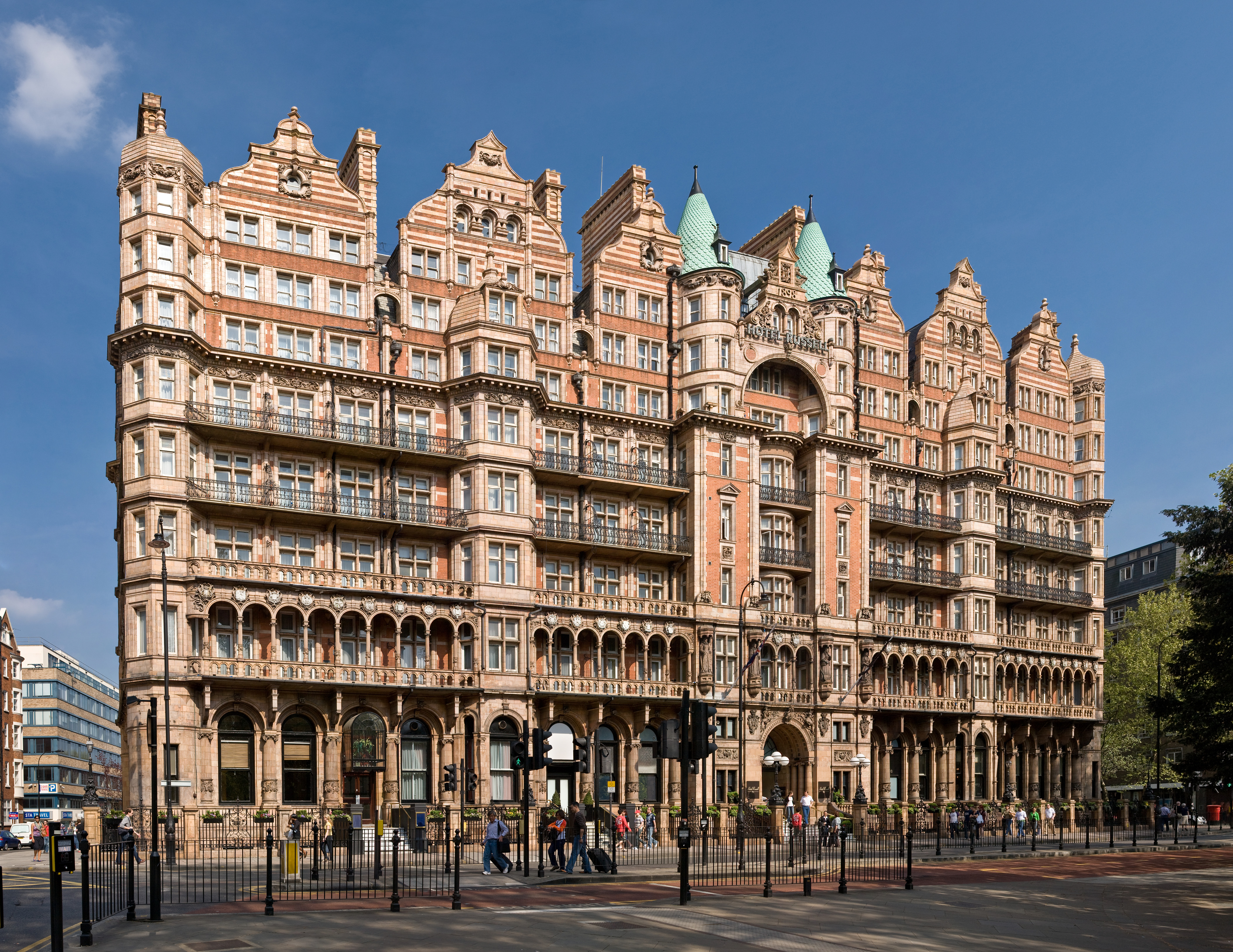
هتل راسل در لندن، جاییکه نخستین گفتگوها برای پایه‌ریزی گروه راسل در آن انجام شد.

گروه راسل (به انگلیسی: Russell Group) مجموعه‌ای متشکل از ۲۴ دانشگاه بریتانیایی بسیار معتبر است که روی هم حدود دو سوم بودجه‌های پژوهشی دانشگاهی در بریتانیا را به خود جذب می‌کند. این گروه در سال ۱۹۹۴ بنیان نهاده شد تا منافع دانشگاه‌های عضو را در دولت و پارلمان بریتانیا و سازمان‌هایی از این دست پیگیری نماید. گروه راسل شامل بسیاری از دانشگاه‌های پیشروی بریتانیا است: ۱۸ عضو این گروه در زمره ۲۰ دانشگاه برتر بریتانیا از نظر بودجه پژوهشی هستند. برخی گروه راسل را برابر آیوی لیگ در ایالات متحده می‌دانند.فارغ التحصیلان گروه راسل به راحتی در بزرگترین کمپانی های آمریکایی و انگلیسی و اروپایی شروع به کار میکنند و جزو ثروتمندترین و متخصص ترین افراد جامعه خود خواهند شد.‌

## اهداف گروه راسل
اهداف گروه راسل عبارتند از:
- پیشگامی در فعالیت‌های پژوهشی بریتانیا
- جذب بیشترین بودجه پژوهشی برای دانشگاه‌های عضو گروه
- جذب بهترین دانشجویان و کارمندان به دانشگاه‌های عضو گروه
- ایجاد چارچوب قانونی در جهت پیشبرد اهداف گروه و کاهش دخالت دولت
- شناخت روش‌های جدید همکاری بین اعضا برای استفاده بهینه از مزایای هر دانشگاه عضو
- دادن آموزش لازم به دانشجویان جهت متخصص شدن و شروع یک استارت آپ در کشور های مشترک المنافع

## دانشگاه‌های عضو

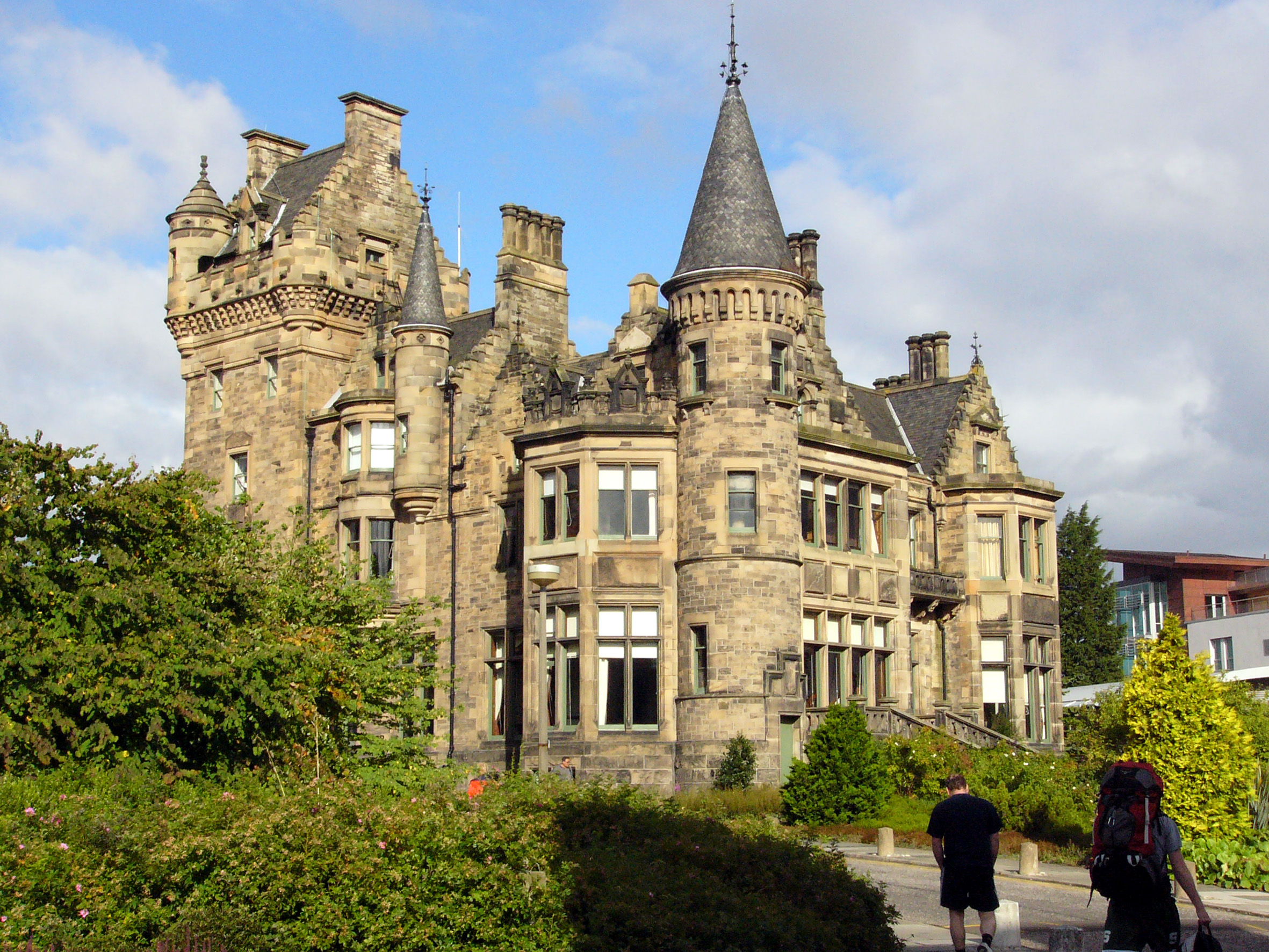
دانشگاه ادینبورگ
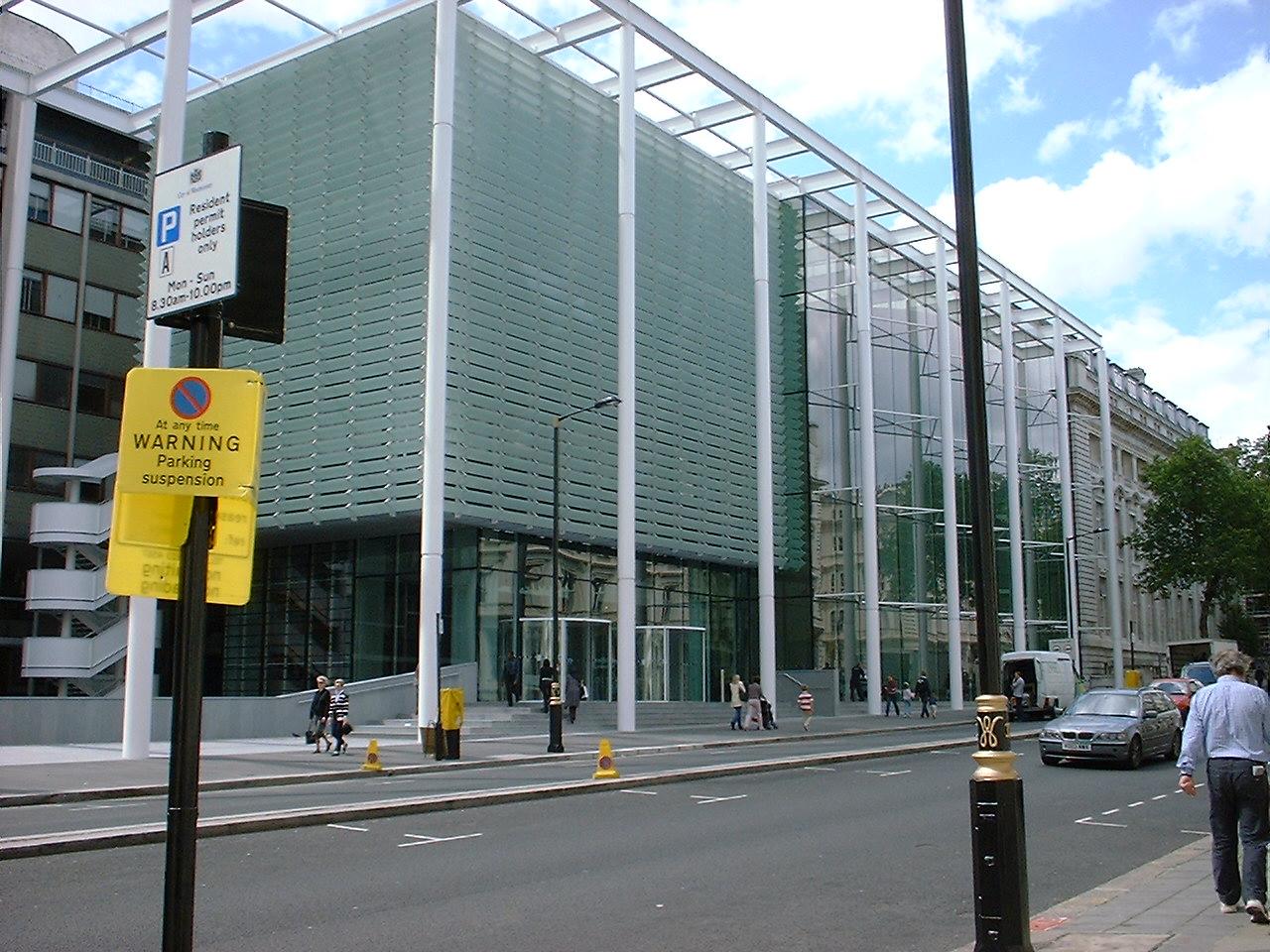
ایمپریال کالج لندن
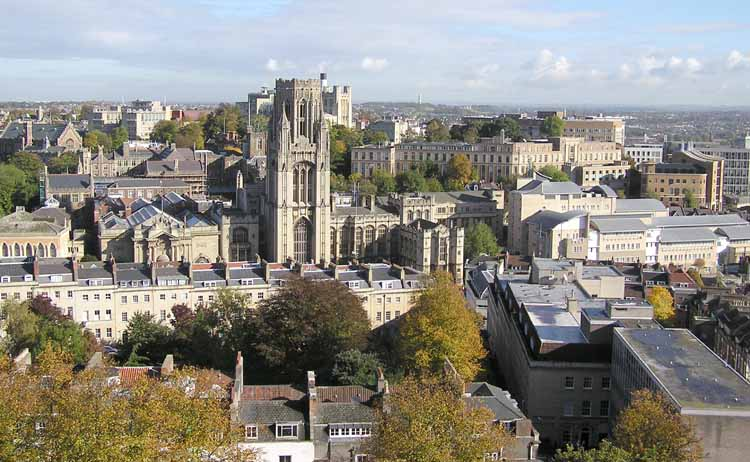
دانشگاه بریستول
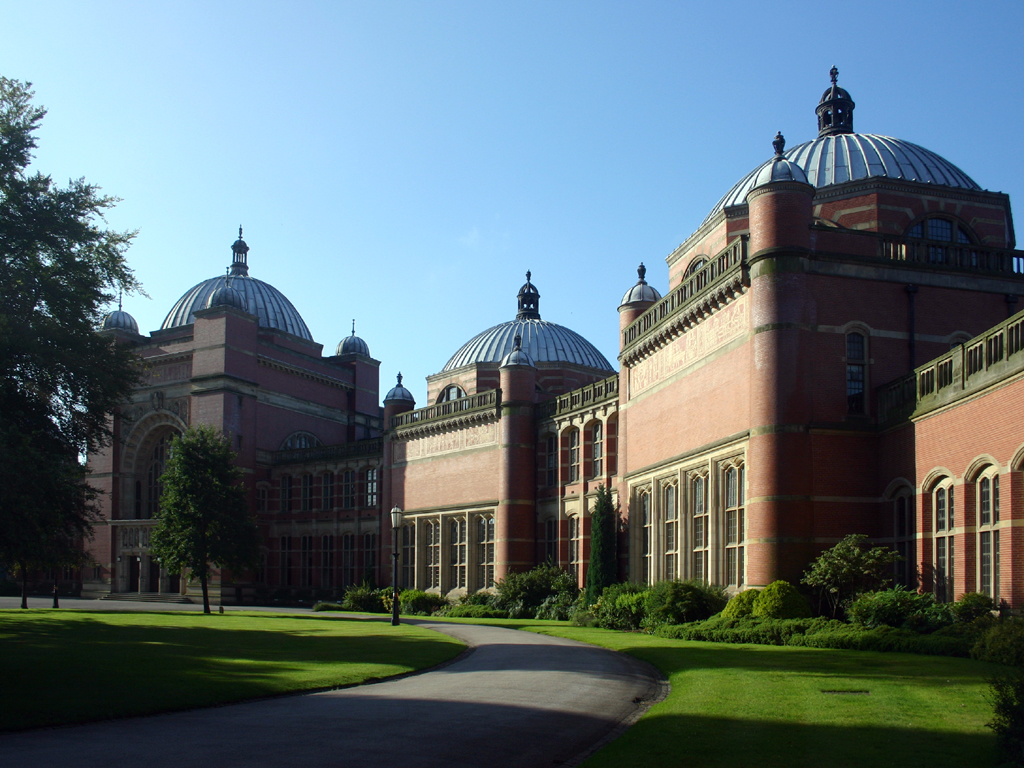
دانشگاه بیرمینگهام
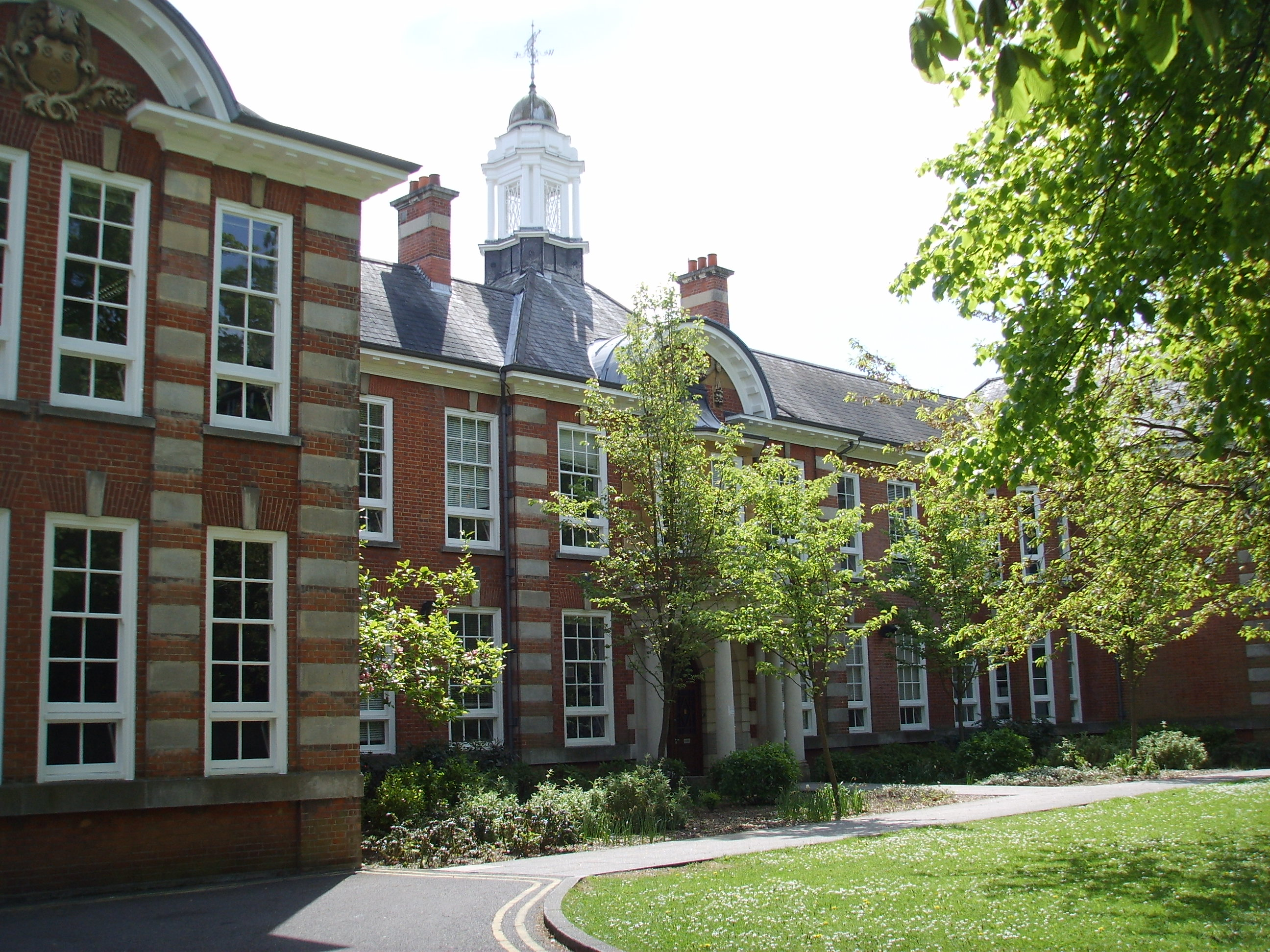
دانشگاه ساوتهمپتون
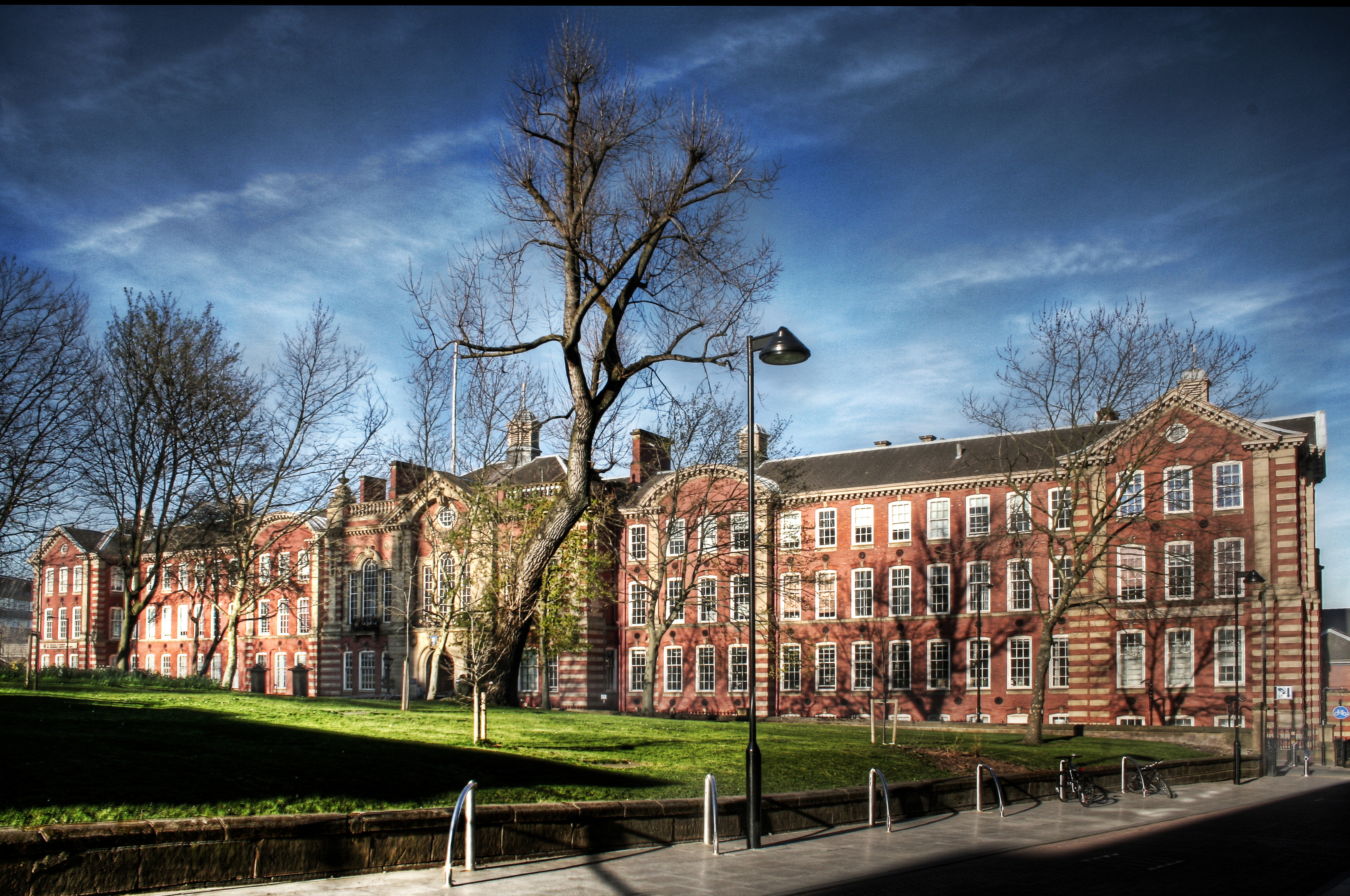
دانشگاه شفیلد
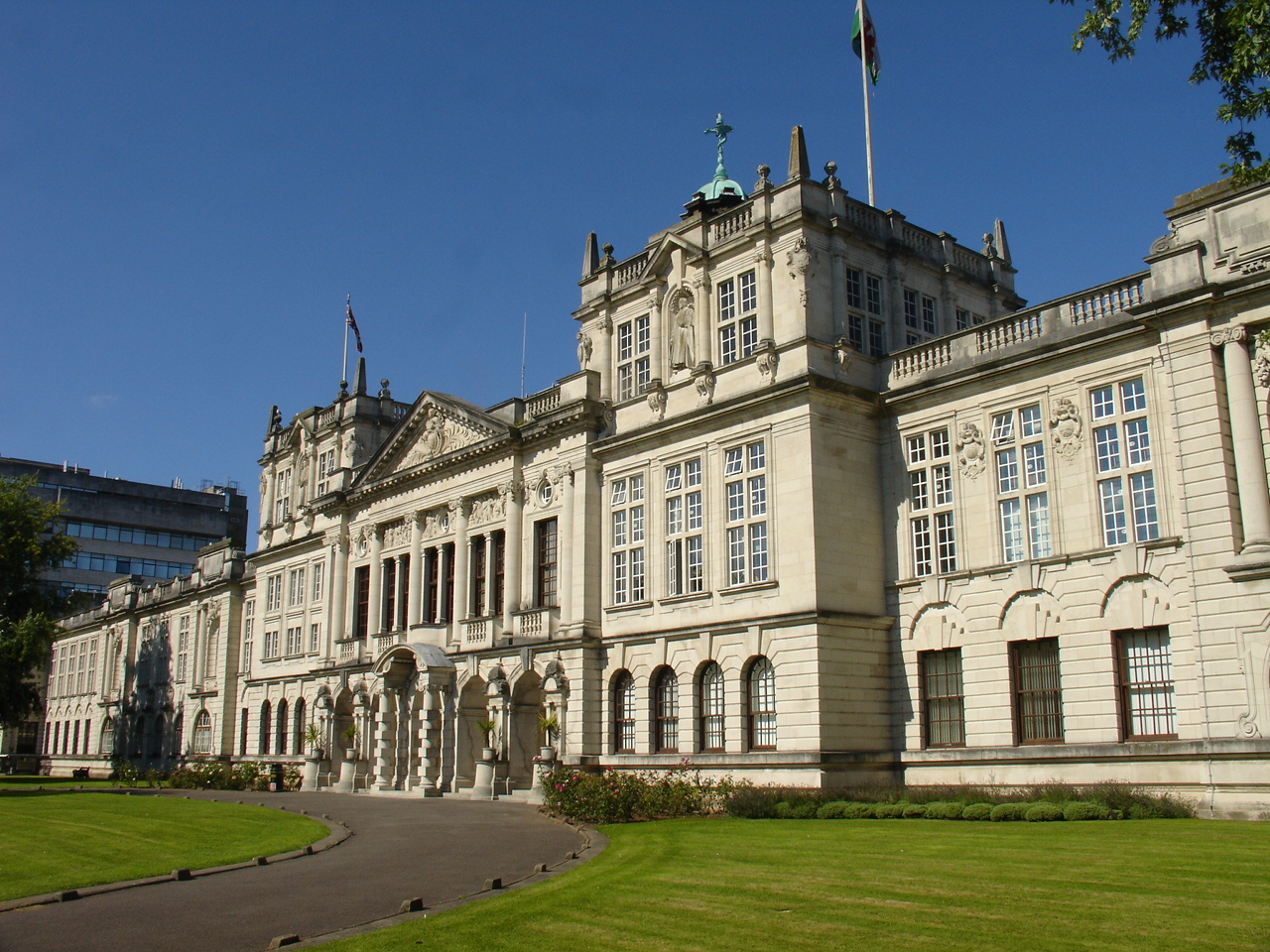
دانشگاه کاردیف
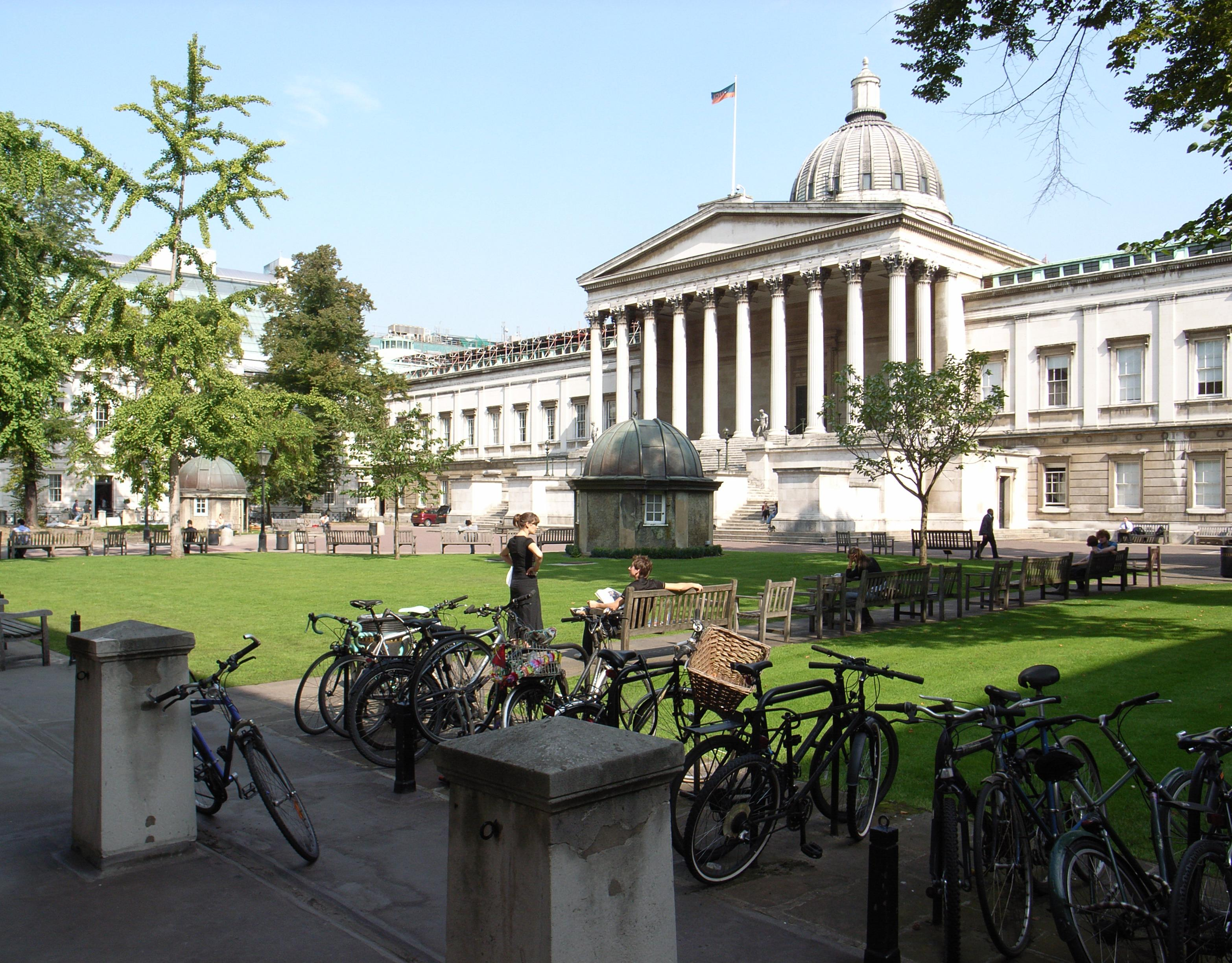
کالج دانشگاهی لندن
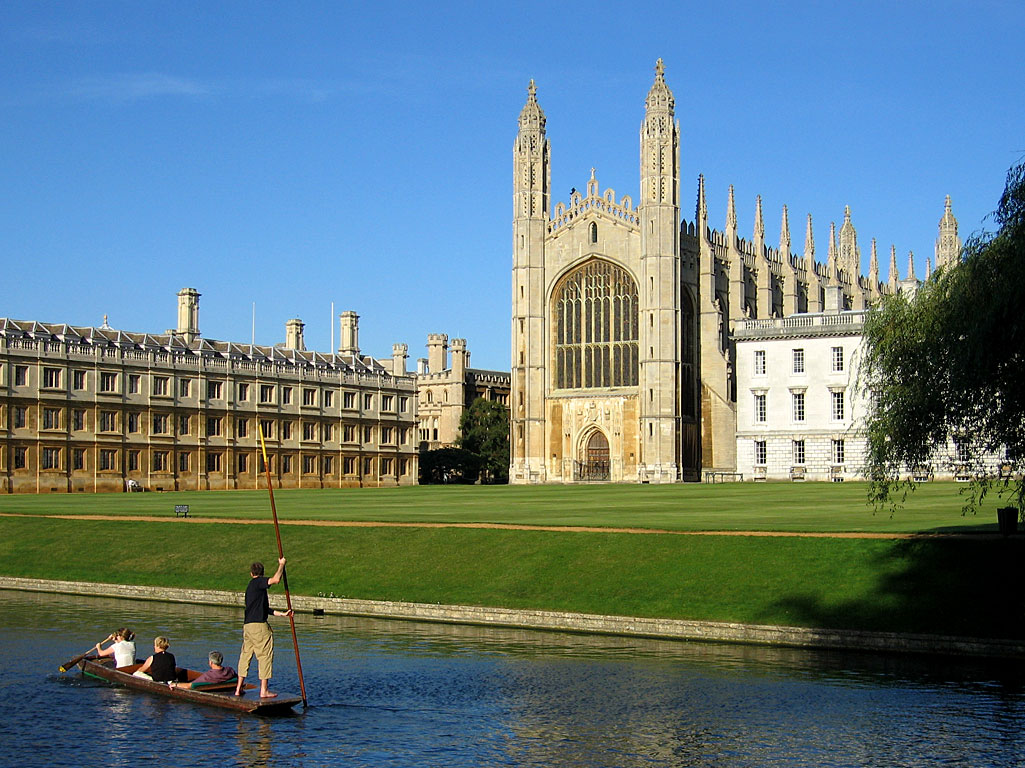
دانشگاه کمبریج
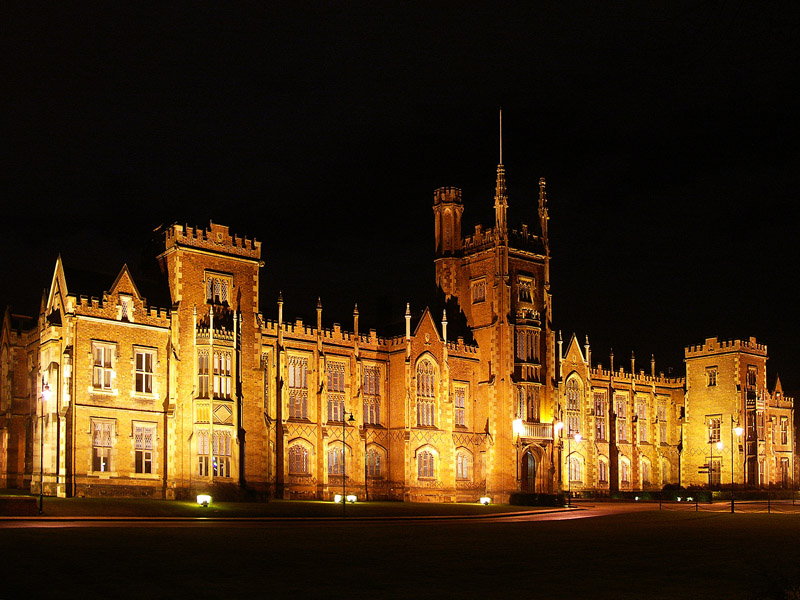
دانشگاه کوئینز بلفاست
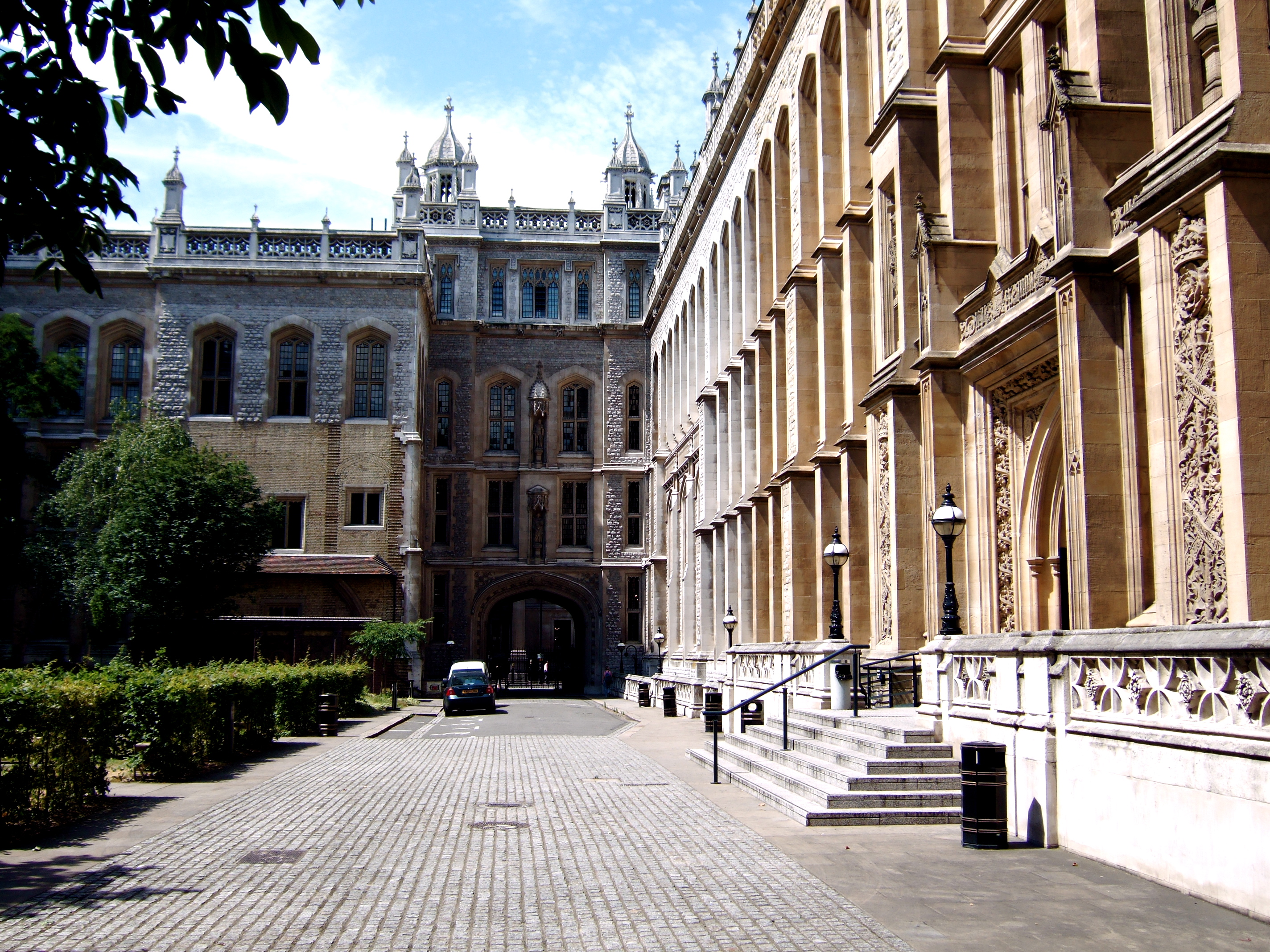
کینگز کالج لندن
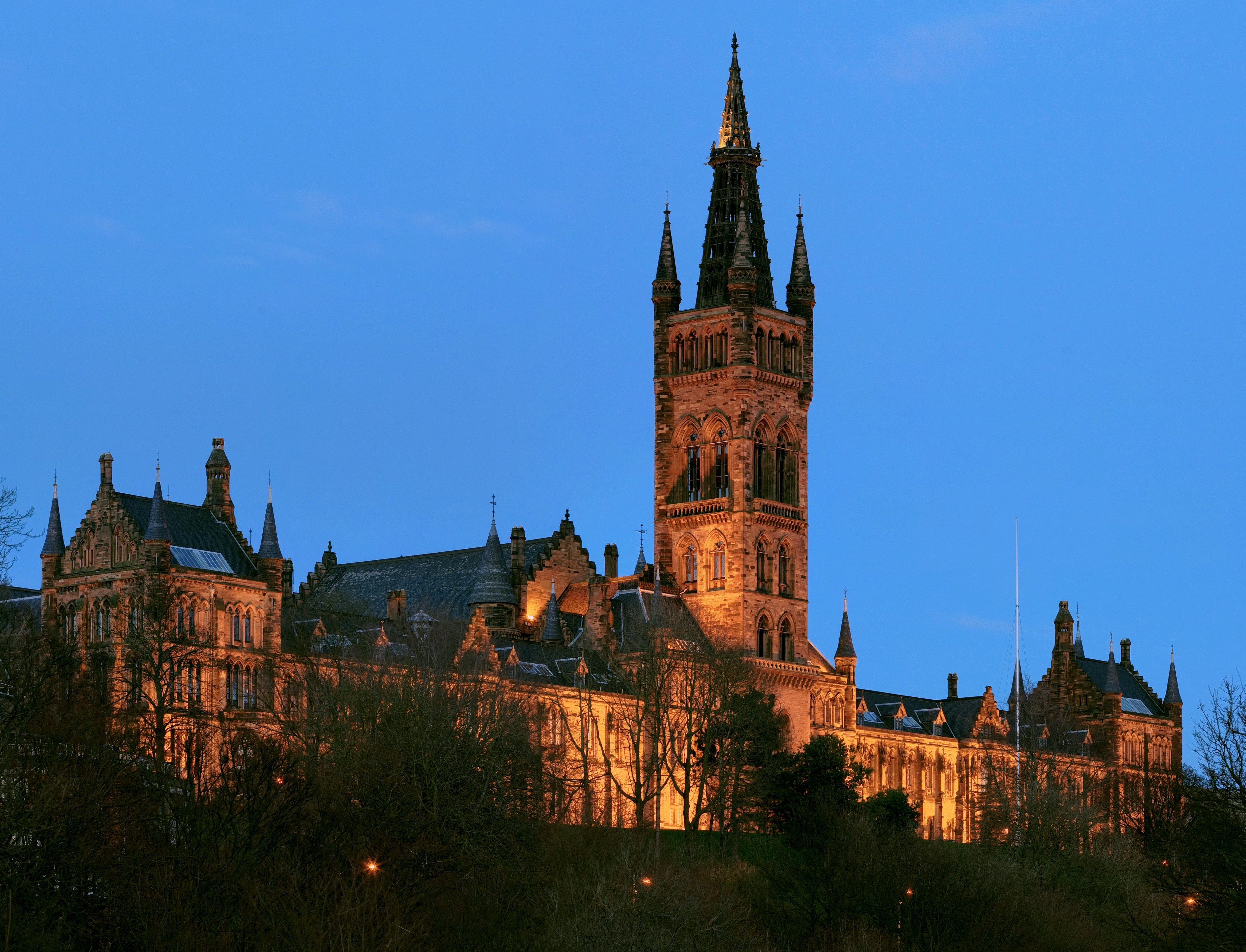
دانشگاه گلاسگو
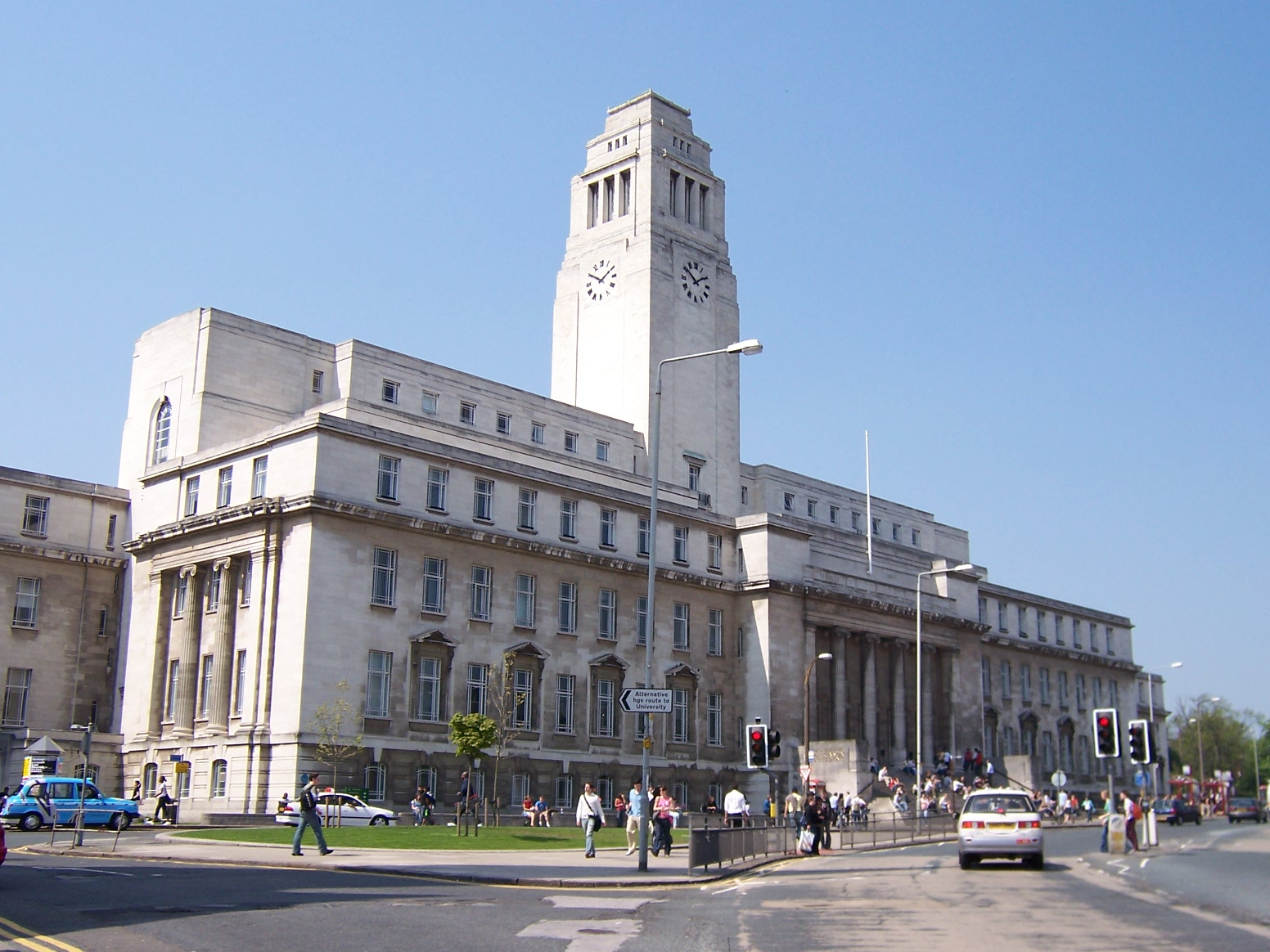
دانشگاه لیدز
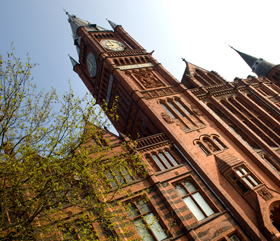
دانشگاه لیورپول
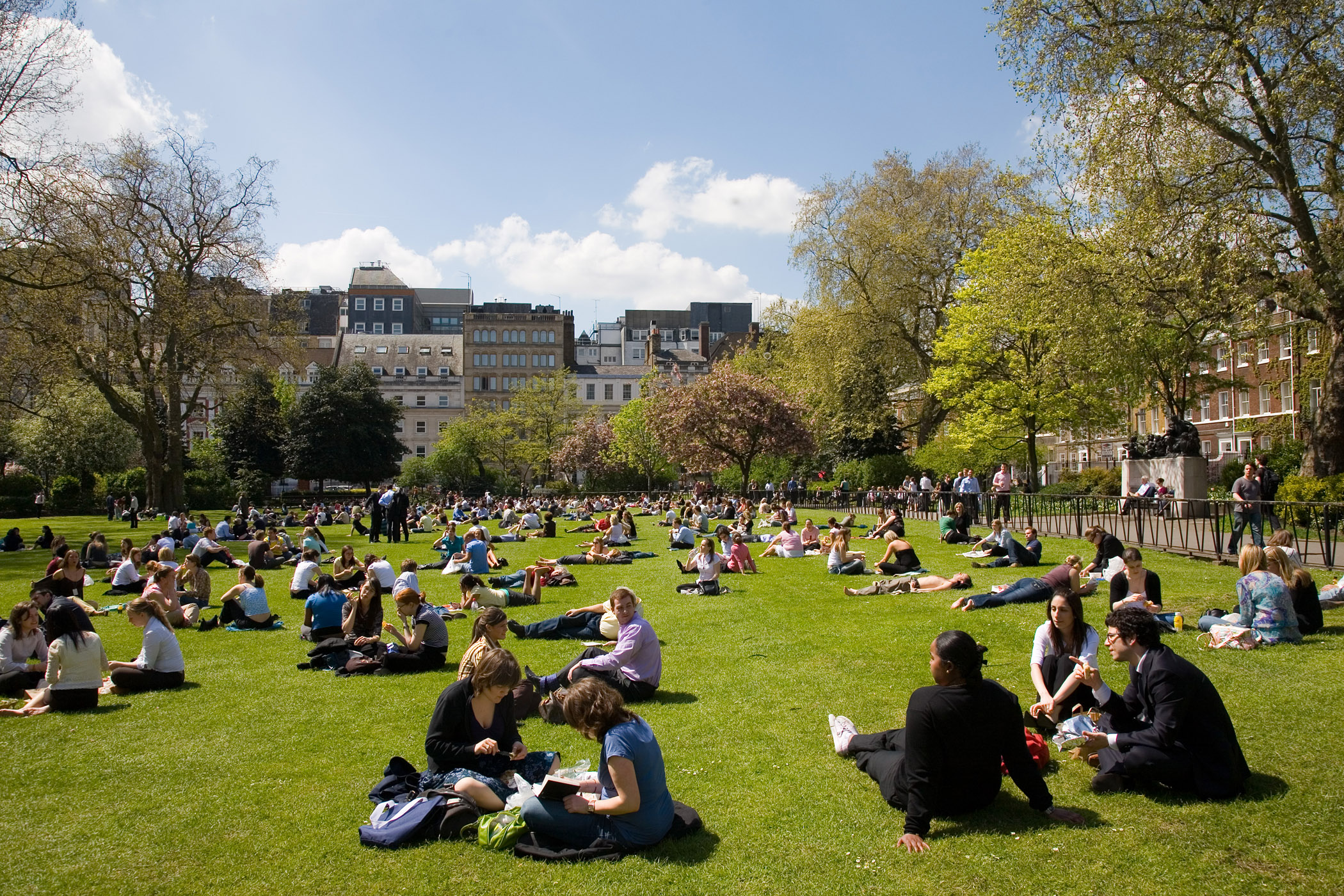
مدرسه اقتصاد لندن
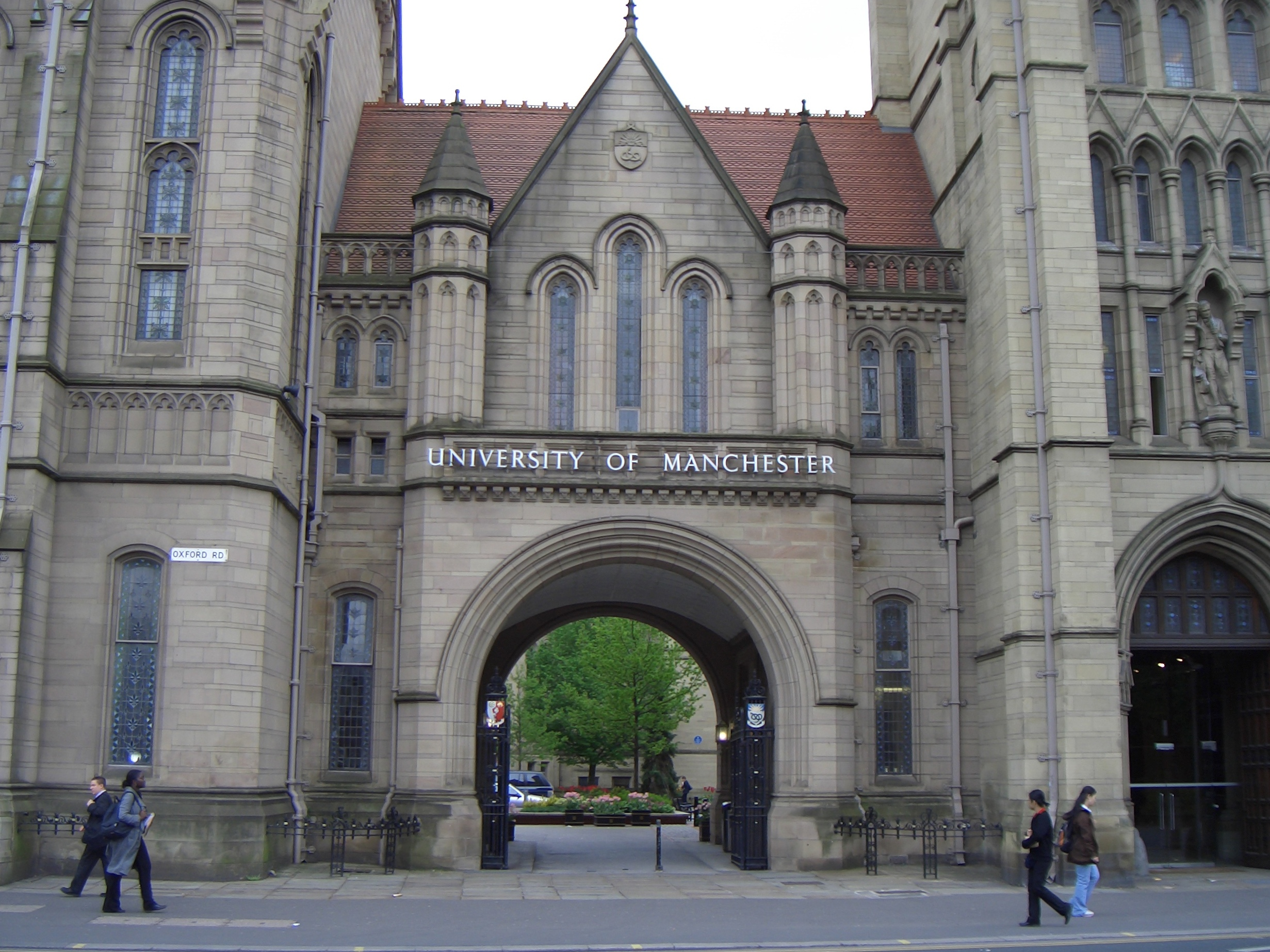
دانشگاه منچستر
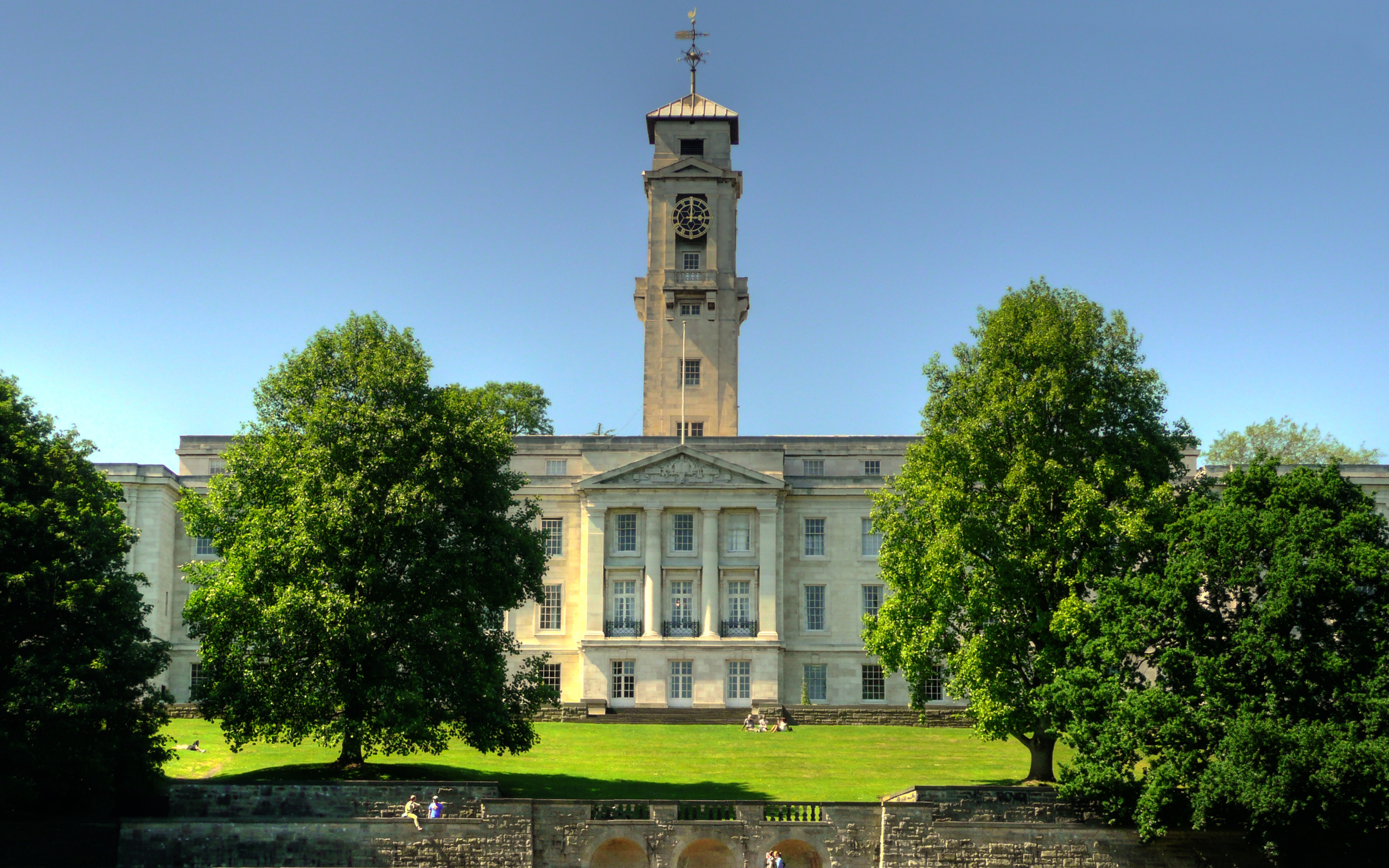
دانشگاه ناتینگهام
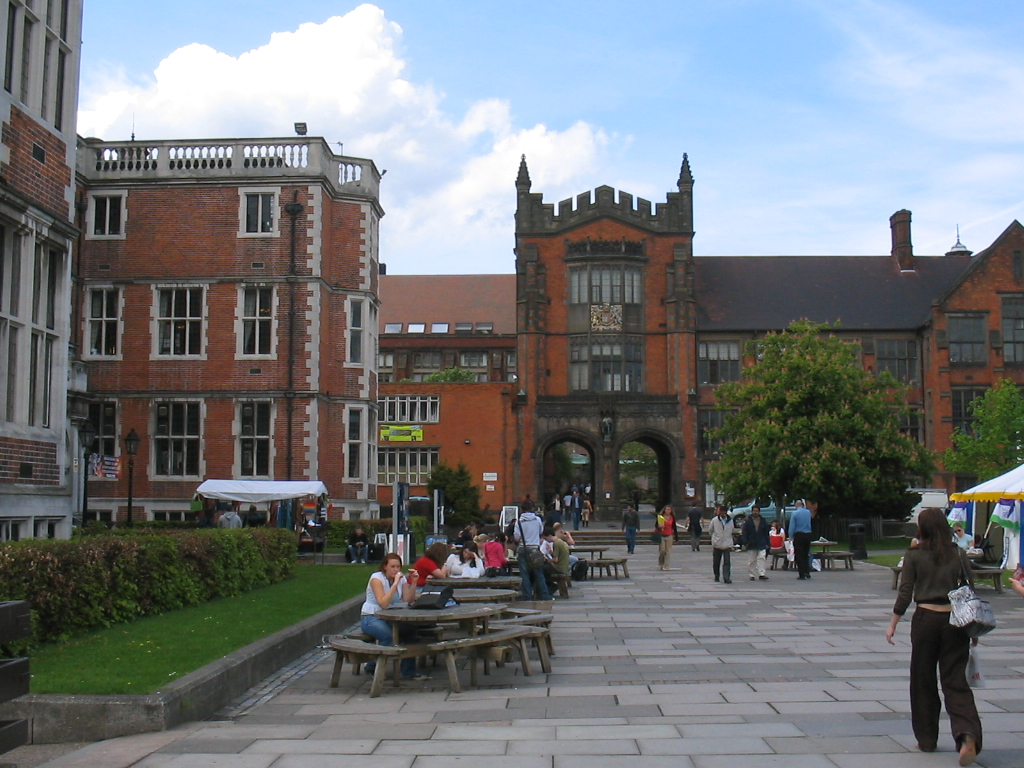
دانشگاه نیوکاسل
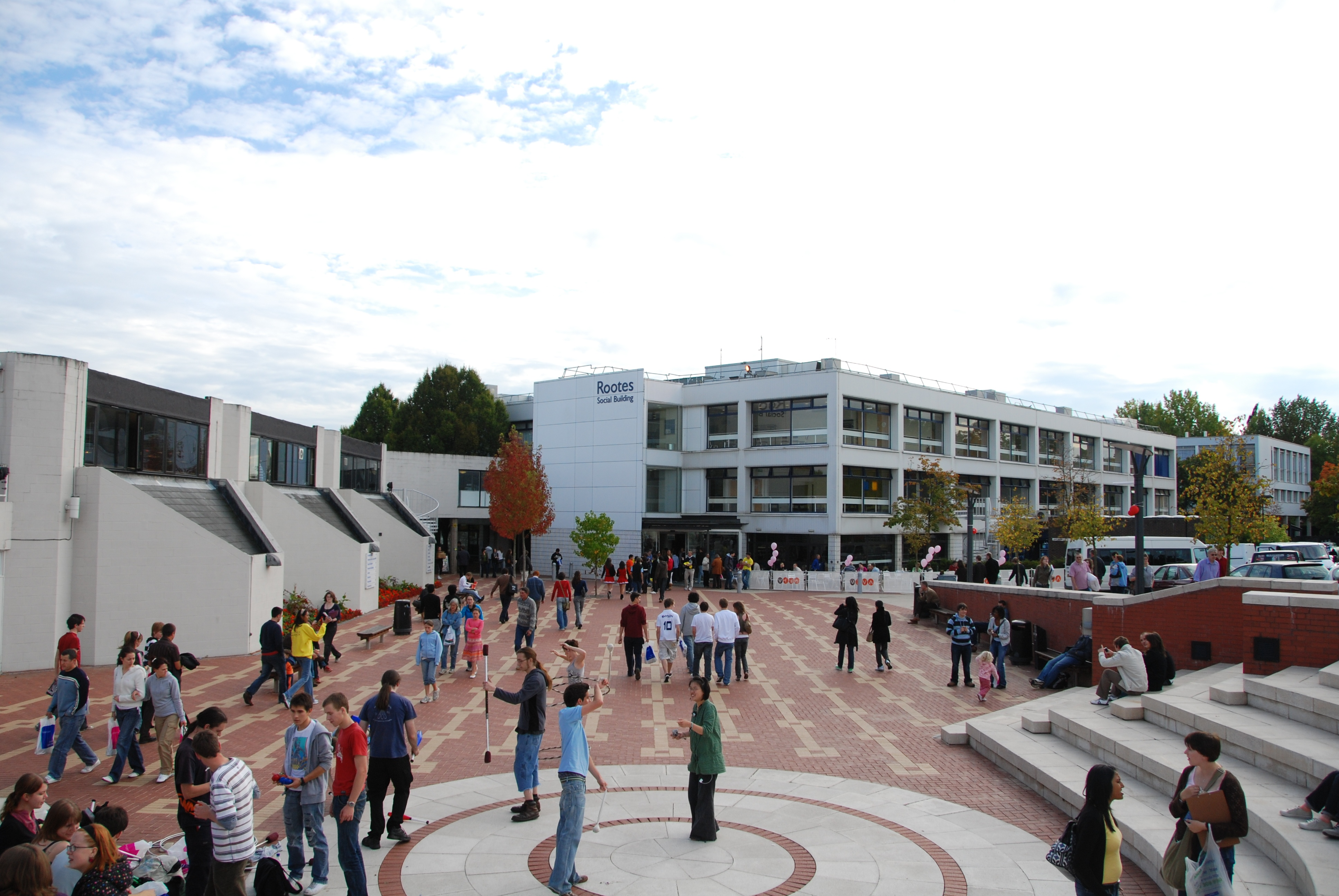
دانشگاه واریک